# Isoperla moselyi
Isoperla moselyi és una espècie d'insecte plecòpter pertanyent a la família dels perlòdids endèmica dels Pirineus als estats de França i Espanya (incloent-hi La Rioja i Catalunya).
En el seu estadi immadur és aquàtic i viu a l'aigua dolça, mentre que com a adult és terrestre i volador.